# Тапиа-и-Ривера, Алехандро
Алехандро Тапиа-и-Ривера (исп. Alejandro Tapia y Rivera; 1826—1882) — пуэрто-риканский прозаик, эссеист, поэт и драматург, педагог.
Считается отцом пуэрто-риканской литературы, заложившим основы национальной литературы. Один из инициаторов создания театра в Пуэрто-Рико. Способствовал культурному развитию Пуэрто-Рико.
Участник создания Пуэрто-риканского Атенеума (Ateneo Puertorriqueño), одного из главных культурных учреждений Пуэрто-Рико (в 1876 году).
Активный деятель движения за отмену рабства и освобождение рабов.
Был президентом Пуэрто-риканского Атенеума.
Среди многочисленных премий и почестей правительство Испании наградило его рыцарской Королевской медалью (Medalla de la Orden del Caballero Real) и Орденом Карлоса III.

## Избранные произведения
- El heliotropo (1848)
- The Palm of the Chief (1852)
- Guarionex (либретто, 1854)
- José Campeche: biography by Alejandro Tapia y Rivera (1854)
- Roberto D’Evreux (1856)
- Bernardo de Palyssy o El heroísmo del trabajo (1857)
- La antigua sirena (1862)
- La cuarterona (1867)
- Camoens (1868)
- Póstumo el transmigrado (1872)
- Vasco Núñez de Balboa: biography by Alejandro Tapia y Rivera (1872)
- Ramón Power: biography by Alejandro Tapia y Rivera (1873)
- La leyenda de los veinte años (1874)
- La Sataniada (1874)
- The Pirate Cofresi (1876)
- Misceláneas de Alejandro Tapia y Rivera (1880)
- Póstumo el envirginado (1882)
- Mis memorias por Alejandro Tapia y Rivera (1927)